# Фикачкова, Мария
Мари́я Фика́чкова (чеш. Marie Fikáčková; 9 сентября 1936 — 13 апреля 1961) — чехословацкая серийная убийца, бывшая акушерка.

## Биография
Мария выросла в неблагополучной семье, и её брак тоже не удался. Она работала медсестрой в больнице, была акушеркой. В 1960 году была взята под стражу по обвинению в убийстве новорожденного. В ходе расследования она призналась в убийстве по крайней мере 10 новорожденных. С 1957 года она стала бить своих жертв по голове, в результате чего они умирали в течение нескольких часов или дней. Мотив для убийства так и остался неизвестным. Мария была обвинена лишь в двух убийствах (другие доказать не удалось). Она была приговорена к смертной казни и повешена.